# Флавоноїди

Флавоно́їди — похідні фенольних сполук, жовті, коричневі пігменти рослин. Вони виявляють різноманітну фітотерапевтичну дію. Зустрічаються в багатьох рослинах у вигляді глікозидів, а також і в чистому вигляді. Найвідоміші у фітотерапії флавоноїди: рутин, гесперидин, гіперозид, кверцетин, кемпферол та апігенін.. Флавоноїди — природні фенольні сполуки, що нагромаджуються в усіх органах рослин у формі глікозидів. Залежно від ступеня окиснення піранового фрагменту флавоноїди поділяють на катехіни, антоціани, халкони, флаванони, флавони, флавоноли.

## Хімічна будова
Флавоноїди — група ароматичних речовин із загальною формулою C6-C3-C6. Молекула складається з двох фенільних залишків А і В, з'єднаних пропановою ланкою, яка може замикатись в кисневмісний гетероцикл С. Поділяються на істинні, ізофлавоноїди, неофлавоноїди. Істинні флавоноїди мають фенільний замісник біля C-2, а кетонну групу — в положенні C-4. Це катехіни, флаванони, антоціанідини. Ізофлавоноїди мають фенільний замісник біля С-3, кетонну групу — теж в положенні C-4. Виділяють прості (похідні ізофлавану та ізофлавону) і конденсовані похідні (птерокарпани). Неофлавоноїди мають фенільний замісник біля C-4, кетонну ж групу — навпаки, в положенні C-2.

## Біологічні аспекти
Найістотніша фармацевтична дія флавоноїдів полягає в регулюванні стану капілярів, зокрема вони підвищують їхню проникність при атеросклерозі й тим самим сприяють зниженню й нормалізації кров'яного тиску. Їм приписують і дії діуретичну (сечогінну), спазмолітичну й холеретичну дію на організм людини; вони розширюють капіляри (розширюючи капіляри, вони полегшують вплив ін. активних сполук), знижують тиск крові, тонізують серцеві м'язи, розширюють коронарні судини, зменшують згортання крові.
Флавоноїди мають широкий спектр біологічної активності: беруть участь в окисно-відновних процесах, виконуючи антиоксидантну функцію; поглинають УФ-світло; запобігають руйнуванню хлорофілу. Проявляють Р-вітамінну активність, жовчогінну, спазмолітичну, діуретичну, гіпоглікемічну, седативну, естрогенну дії. Містяться в плодах горобини чорноплідної, квітках і плодах глоду, траві звіробою, чорній смородині та червоних порічках.

До найзначніших джерел флавоноїдів належать квітки арніки, листя берези і підбілу, верес, квітки бузини чорної, квітки ромашки, цвіт липи, корінь петрушки, плоди кінського каштану, хвощ польовий та корінь солодки.
Флавоноїди — водорозчинні сполуки. Від них залежить забарвлення квіток і плодів. Окремі флавони мають Р-вітамінну активність, зменшують вплив токсичних речовин, дають протимікробний і антигістамінний ефект (плоди глоду колючого, ягоди крушини ламкої, трава вересу звичайного, шишки хмелю, листки чаю, квітки і листки підбілу звичайного, плоди шипшини коричної, винограду, смородини, горобини звичайної та ін.). Флавоноли в поєднанні з аскорбіновою кислотою справляють протизапальний і протиалергічний вплив на капілярну систему. Флавонові сполуки знайшли застосування при лікуванні проявів алергії (бронхіальної астми, анафілактичного шоку), інфаркту міокарда, цукрового діабету.

## Представники та їх біологічна дія

### Рутин
Рутин підвищує активність вітаміну С, запобігає окисненню гормону інсуліну, стабілізує речовини сполучної тканини, тобто інгібує такий фермент як гіалуромідаза, зменшує ламкість капілярів та лікує, може застосовуватись для профілактики та лікування цинги. Містяться в таких продуктах як зелений чай, какао, айва, яблука, абрикоси, персики, суниця, смородина, малина.

### Гесперидин
Біофлавоноїд, який зустрічається у цитрусах. Зміцнює стінки судин, знижує проникність капілярів, покращує мікроциркуляцію і лімфовідтік, сприяючи зменшенню застійних явищ. Чинить антиоксидантну, протизапальну дію, знімає патологічну чутливість шкіри.

### Кверцетин

Кверцетин

Флавоноїд, що володіє протинабряковою, спазмолітичною, антигістамінною, протизапальною діями; антиоксидант, діуретик. Входить до групи вітаміну P. Майже не розчиняється у воді; розчин в етанолі є дуже гірким. Виробником[яким?] заявляється антиоксидантний ефект даного препарату. Стверджується наявність у препарату радіопротектівним і протипухлинного ефекту. Виробляються лікарські препарати з кверцетином у вигляді таблеток, капсул, водних розчинів.

#### Застосування
Кверцетин входить до складу лікарських препаратів, що застосовуються в лікуванні бронхіальної астми, захворювань серцево-судинної системи, опіків, обморожень, запалення легень. Використовується і при лікуванні катаракти. Допомагає в лікуванні раку молочної залози, передміхурової залози, товстого кишечника, легень, мозку, при лімфосаркомі, лімфогранулематозі.
Міститься у складі препаратів, що використовуються в профілактиці атеросклерозу і захворювань суглобів (артрозу, артриту). Є в косметичних засобах, призначених сповільнювати старіння шкіри. Деякі БАДи містять кверцетин.

#### Побічний вплив
Побічним ефектом може бути головний біль. Дози більше 4 г водорозчинного кверцетину (Корвітин) в день можуть пошкодити нирки. Не рекомендується вагітним, жінкам, які годують груддю і людям з хворими нирками.

### Кемпферол
Кемпферол (3,4′,5,7-тетрагідроксифлавон) — природний флавонол, що належить до групи флавоноїдів. Жовта кристалічна речовина з температурою плавлення 276–278 °C. Названий за ім'ям німецького натураліста 17-го століття Енгельберта Кемпфера.

### Апігенін
Флавоноїд з молекулярною формулою C15H10O5. Жовта кристалічна речовина, що використовувалася для фарбування шерсті. Відомо, що апігенін щонайменше частково відповідальний за хемопревентивні протиракові властивості фруктів та овочів.

### Діосмін
Флавоноїд з молекулярною формулою C28H32O15. БАД, застосовується орально при лікуванні венозних захворювань.